# Église Saint-Clément de Watermael-Boitsfort
Pour les articles homonymes, voir Église Saint-Clément.
L'église Saint-Clément (en néerlandais : Sint-Clemenskerk) est une église catholique de style roman et néo-roman située à Watermael-Boitsfort, une commune de Bruxelles en Belgique.

## Historique
La partie la plus ancienne de l'église Saint-Clément est constituée de la nef principale et de la tour romane, datée du XIe siècle.
L'édifice, qui présentait à l'origine un plan basilical, est agrandi au XVe siècle par l'adjonction d'un transept et d'un chœur de style gothique tardif.
En 1871, l'église est profondément restaurée et les ajouts du XVe siècle sont supprimés et reconstruits en style néo-roman. Cette même année, les pierres tombales qui étaient dans la nef ont été placées à l'extérieur.
Le cimetière qui entourait l'église est supprimé en 1890.
L'église fait l'objet d'un classement comme monument historique depuis le 22 novembre 1949.
En 2019-2020, des travaux sont effectués afin de résoudre des problèmes de remontée d'humidité dans les murs. Les architectes et les archéologues de la Direction du Patrimoine Culturel de la Région de Bruxelles-Capitale profitent de la pose d'un drain le long des façades extérieures et du décapage des murs intérieurs pour documenter les états antérieurs de l'édifice.

## Architecture

### Architecture extérieure
À l'ouest, l'église présente une massive tour romane qui pouvait servir d'abri à la population du village en cas de danger,.
Cette tour, édifiée en grès, présente trois niveaux. Le rez-de-chaussée est percé d'un massif portail néo-roman en briques et pierre bleue et flanqué d'une tourelle en briques percée de meurtrières à encadrement de pierre bleue. 
Le premier et le deuxième étages, séparés l'un de l'autre par un cordon de pierre, sont percés de baies cintrées, géminées au dernier étage. La tour est surmontée d'une flèche pyramidale couverte d'ardoises.

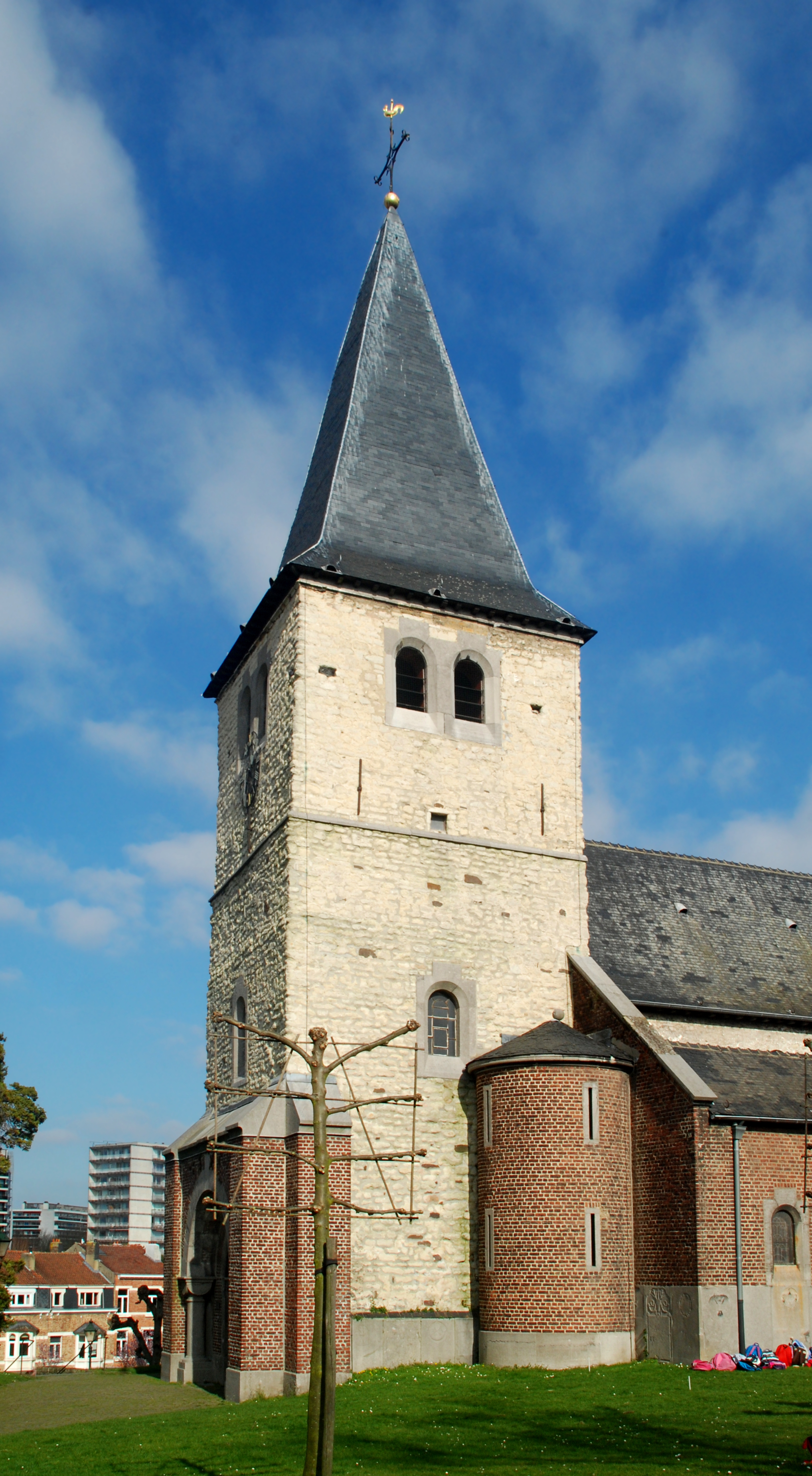
La tour.
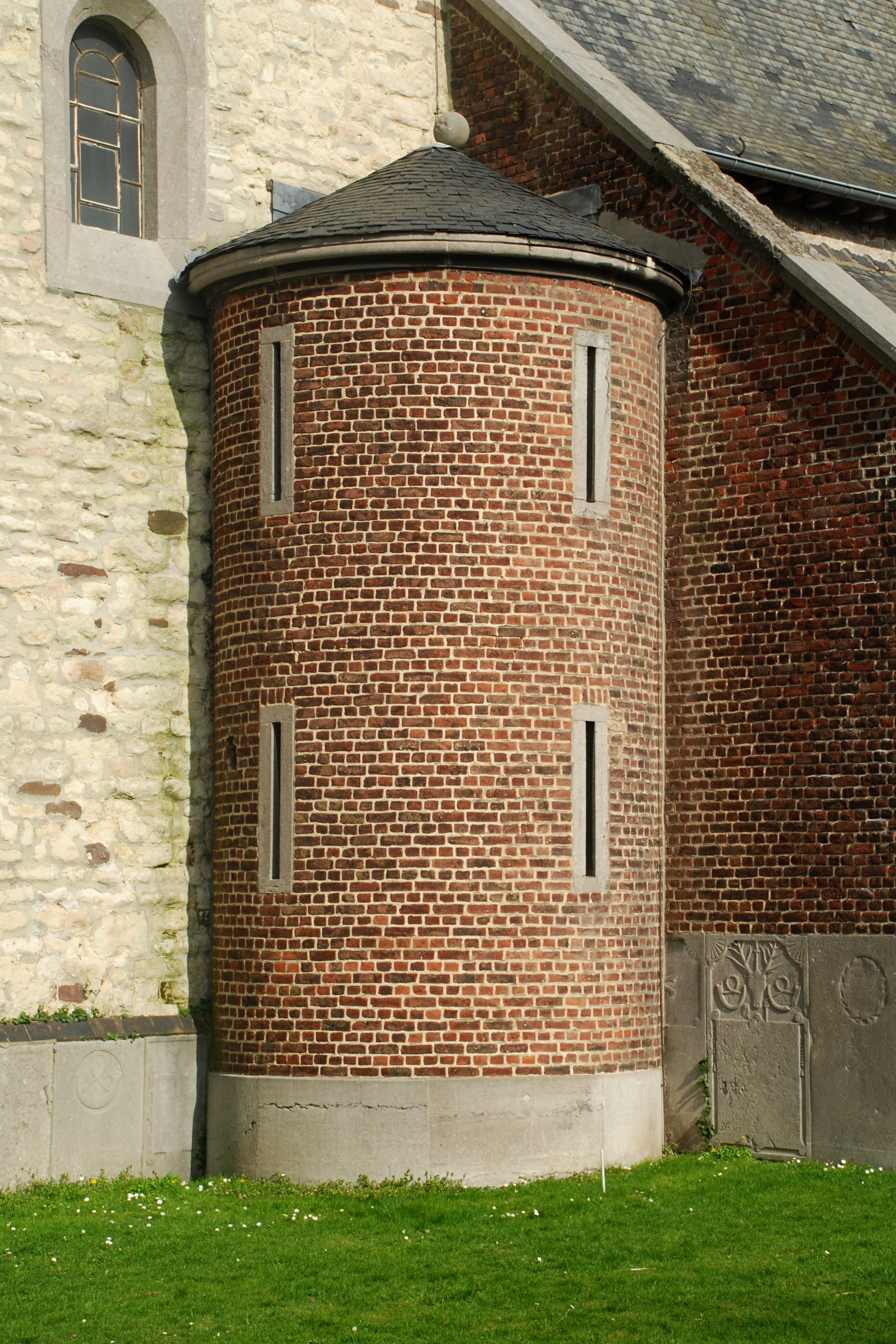
La tourelle en briques.
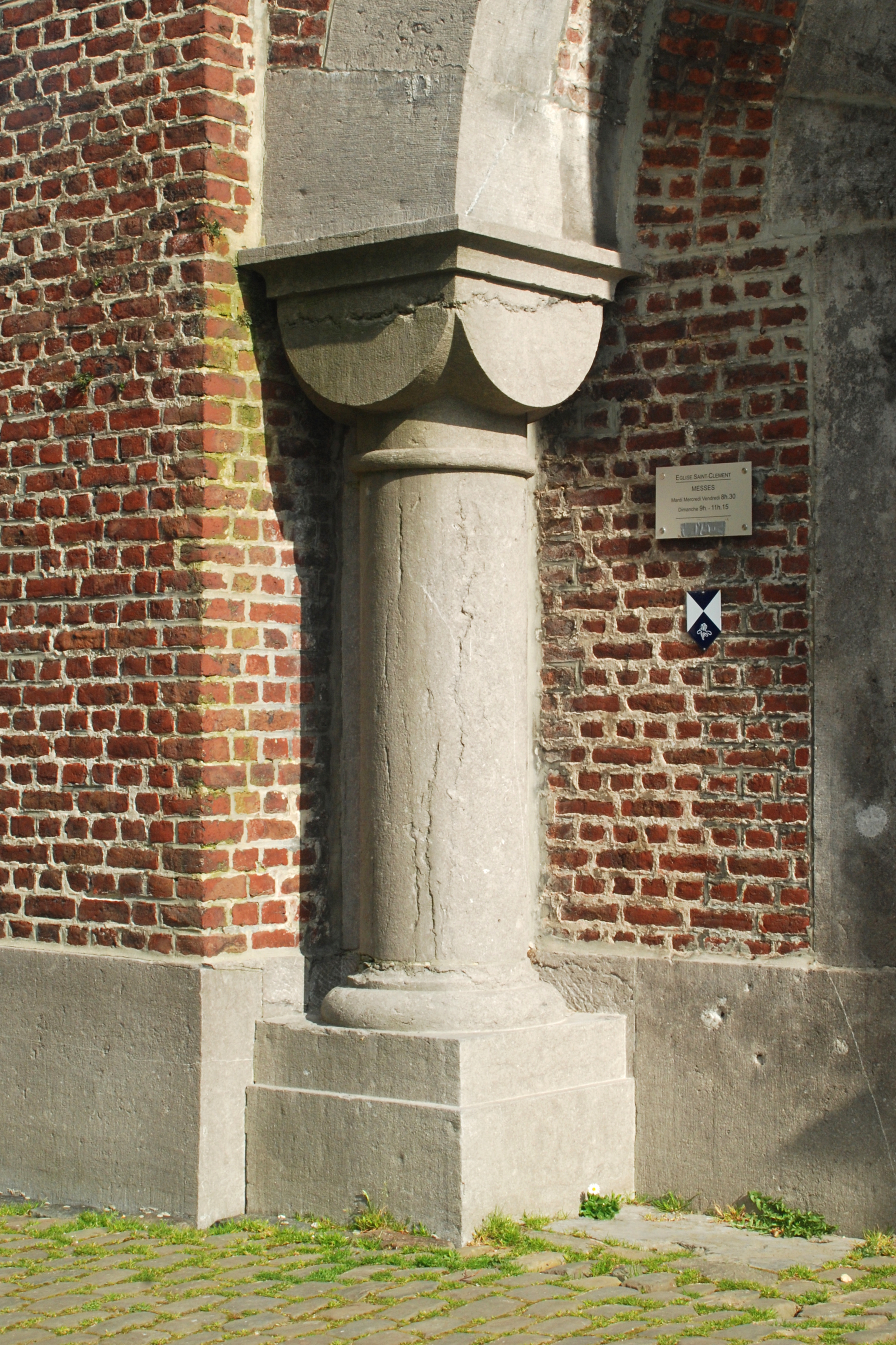
Colonne du portail.

### Architecture intérieure
La nef, couverte d'un plafond en bois, est éclairée par d'étroites fenêtres.
Ses piliers présentent un aspect massif qui vient du fait que le sol a été surélevé au cours des siècles.

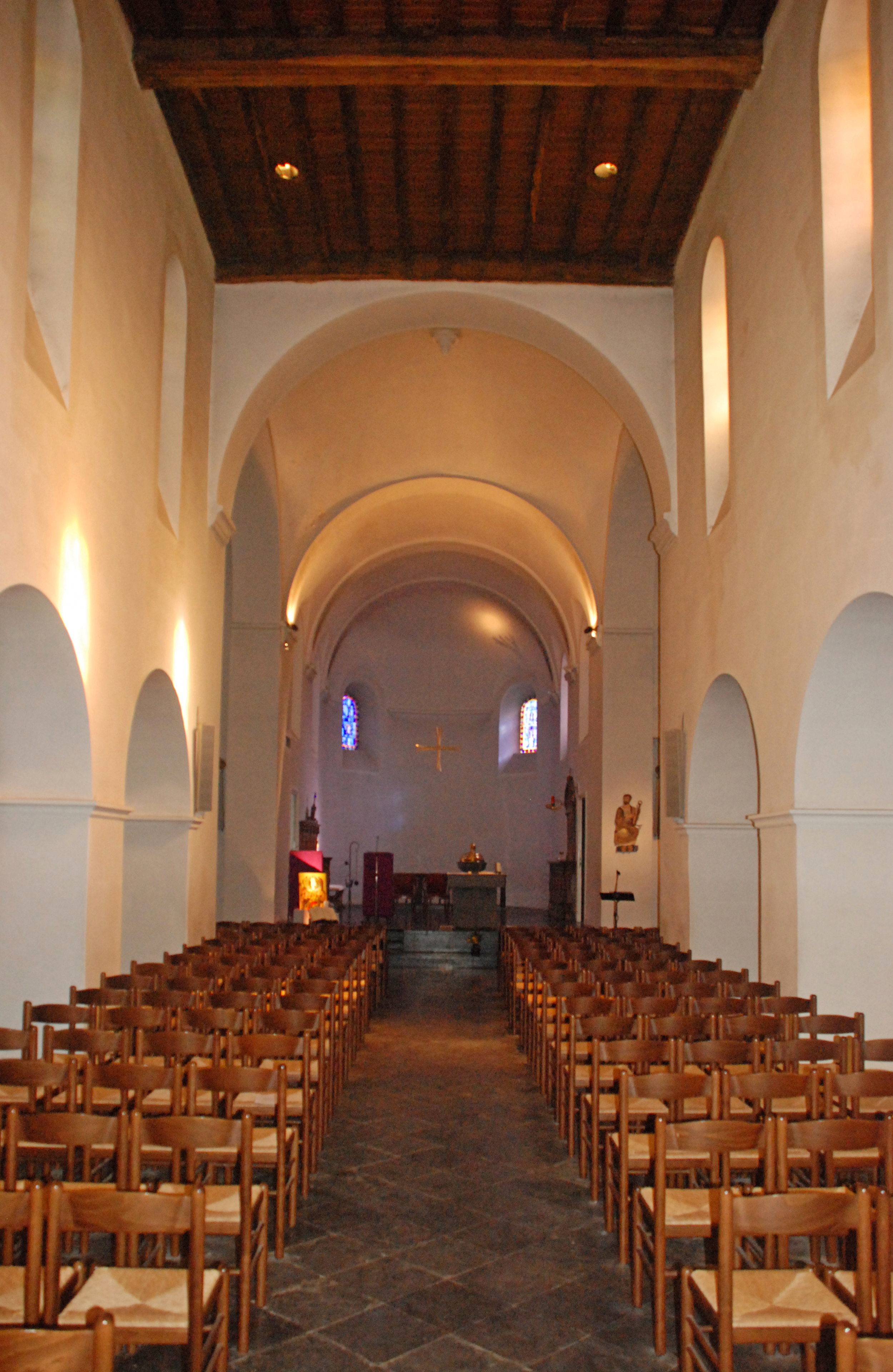
La nef.
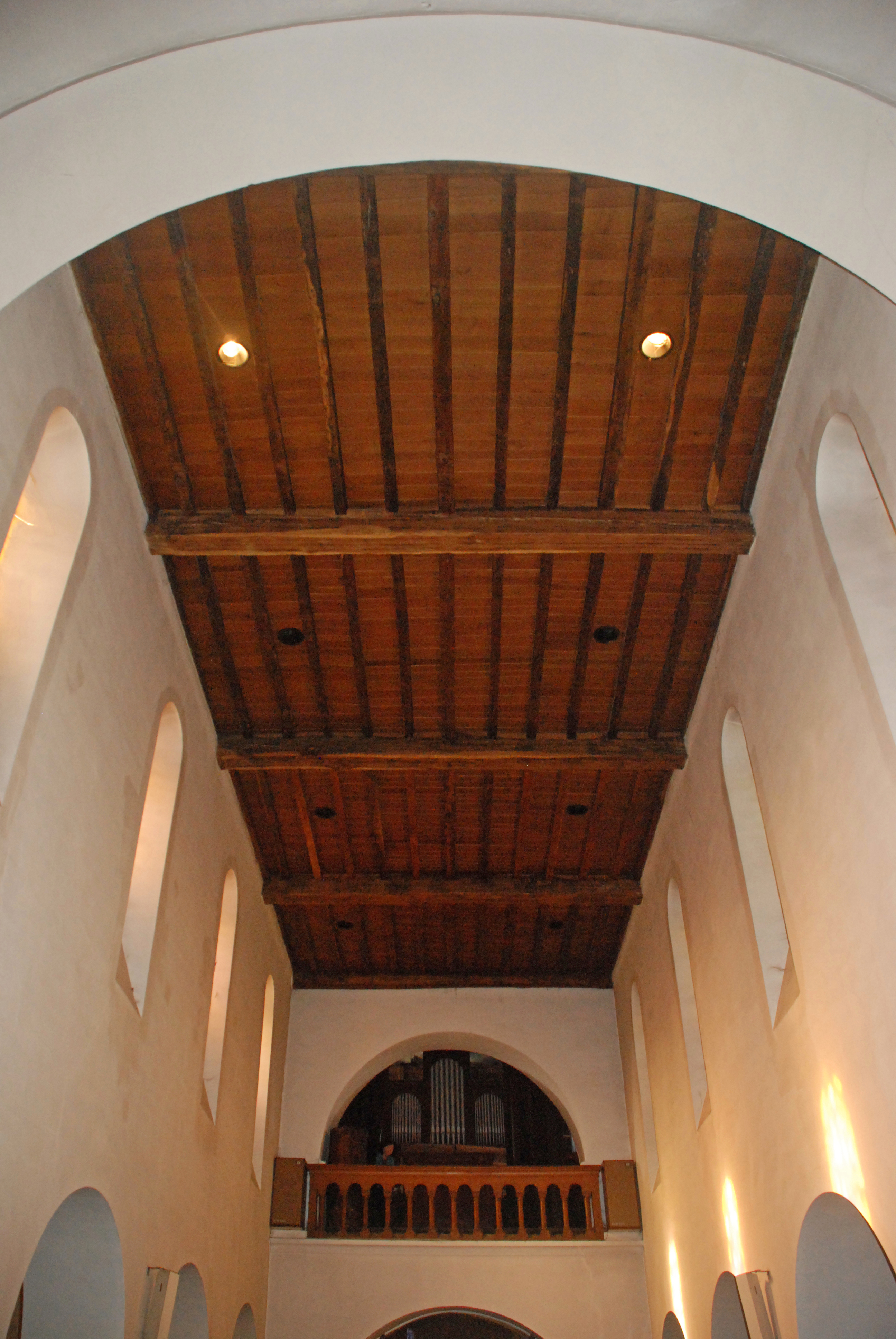
Le plafond en bois.
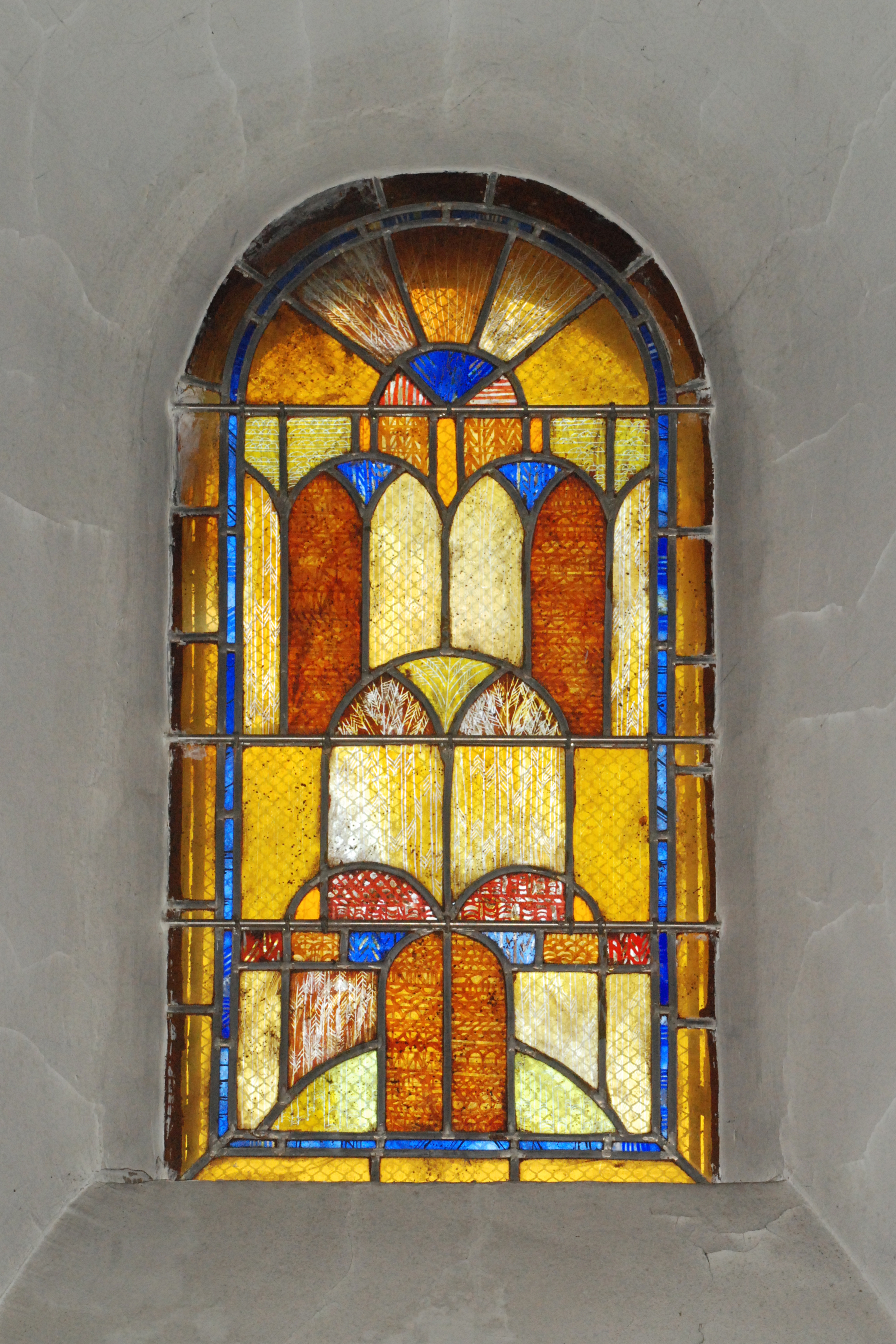
Vitrail.

## Ancien cimetière paroissial
L'ancien cimetière paroissial est aujourd'hui transformé en jardin : de nombreuses pierres tombales ont été conservées et ornent maintenant les murs extérieurs de la nef de l'église.

Pierres tombales adossées à l'église
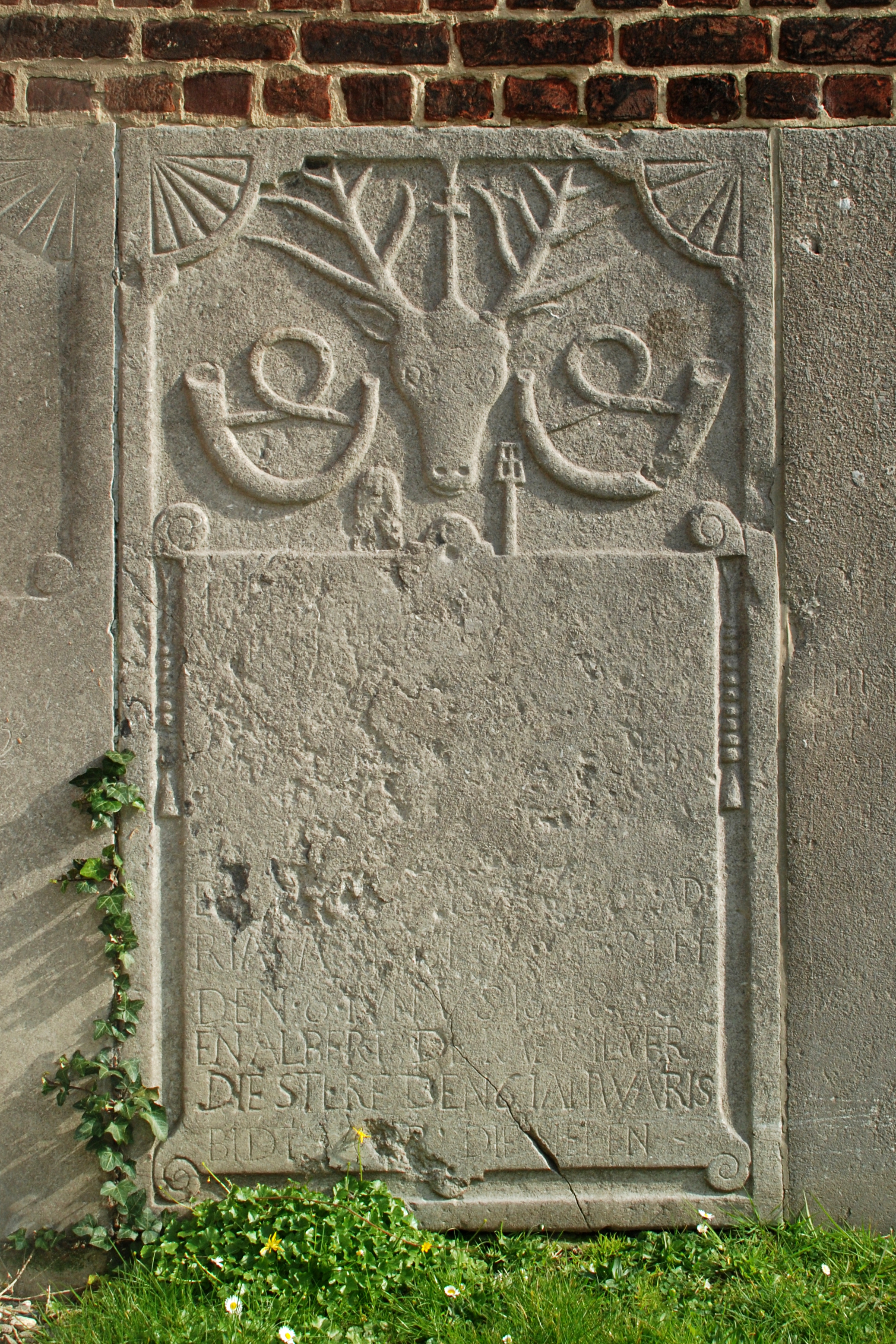
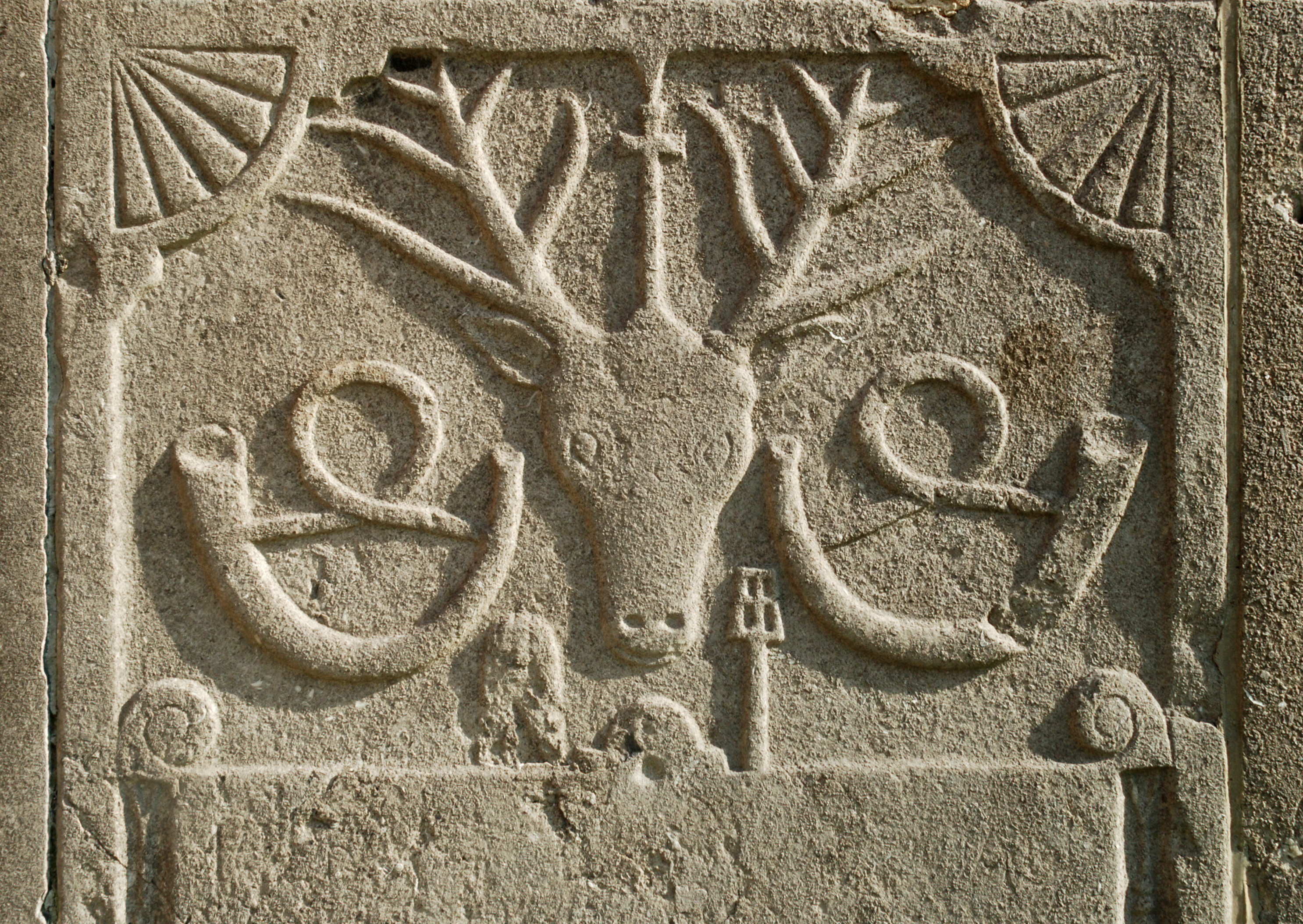
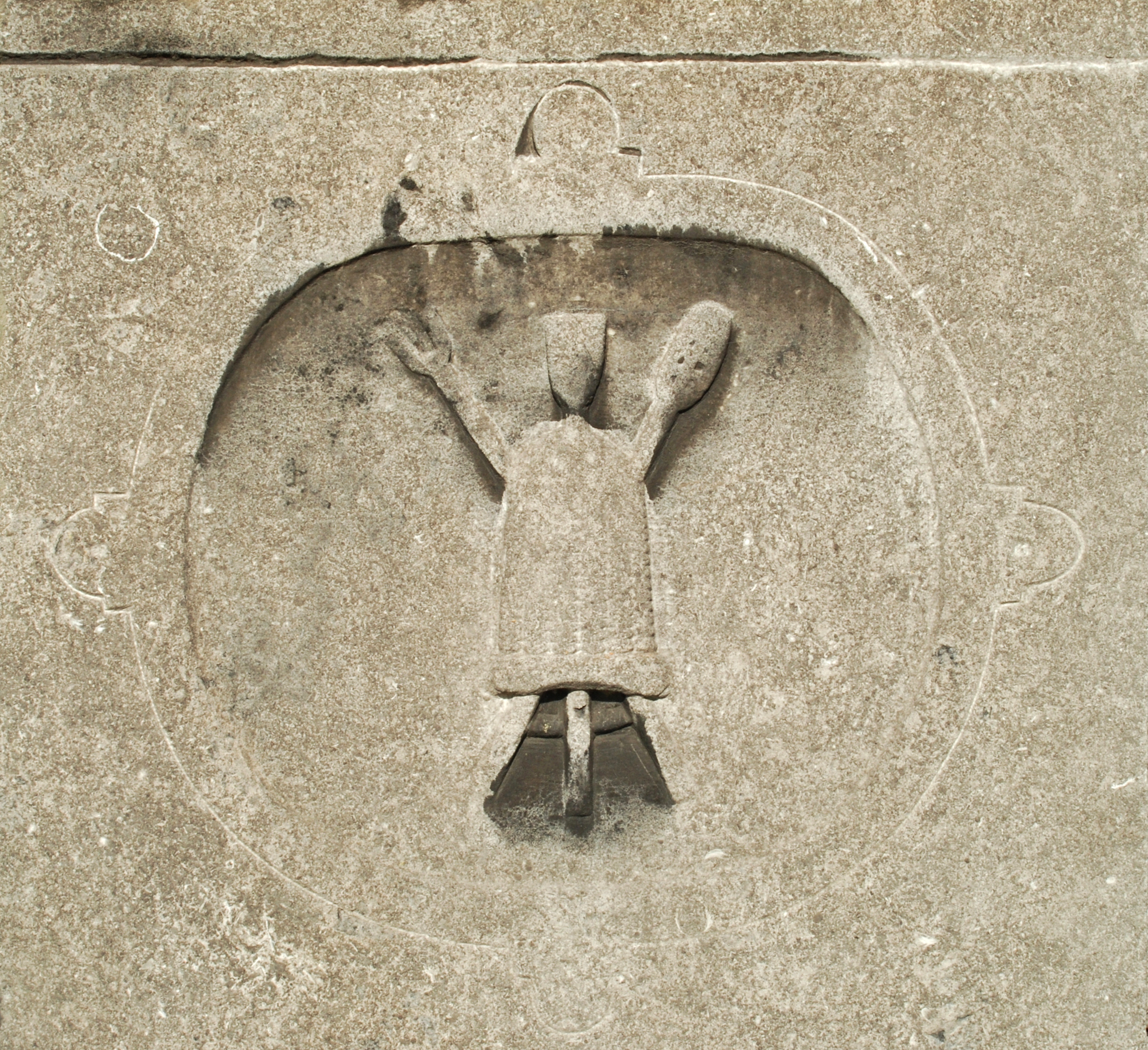